# Сидетский язык
Сидетский язык — язык, входивший в вымершую лувическую подгруппу (подгруппу языков, близкородственных лувийскому) анатолийской ветви индоевропейской семьи языков.
Известен по надписям, датируемым примерно V—III веками до н. э., найденным в городе Сиде на берегу Памфилии.
Греческий историк Арриан сообщает о существовании в Сиде особого местного языка:

Когда первые переселенцы из Ким пристали к этой земле и высадились на берег, они вдруг забыли эллинский язык и тут же заговорили на языке варварском, но не на том, на котором говорили соседи-варвары, а на своем собственном, до тех пор неслыханном. С того времени сидиты и говорят на языке, который не похож на язык соседних варваров.— Анабасис Александра I. 26.4
Сидетский язык считается близкородственным лидийскому, карийскому и ликийскому, занимая промежуточное положение между лидийским и ликийским.
Имел собственный сидетский алфавит.
Сидетский язык был вытеснен греческим ко II—I веку до н. э.

## Фонология
Фонология:

### Гласные
| Подъем  | Ряд      | Ряд     | Ряд    |
| Подъем  | Передний | Средний | Задний |
| ------- | -------- | ------- | ------ |
| Верхний | i        |         | u      |
| Средний | e        |         | o      |
| Нижний  |          | a       |        |

### Согласные
| По способу образования | По месту образования | По месту образования | По месту образования |
| По способу образования | Губные               | Переднеязычные       | Велярные             |
| ---------------------- | -------------------- | -------------------- | -------------------- |
| Звонкие                | b                    | d                    | g                    |
| Глухие                 | p                    | t                    | k                    |
| «Придыхательные»       |                      | θ                    | χ                    |

## Морфология
Известны следующие падежно-числовые показатели (суффиксы):
| Падеж | Ед. ч. | Мн. ч. |
| ----- | ------ | ------ |
| Ном.  | -Ø     | -ś (?) |
| Акк.  |        | -ś     |
| Ген.  | -ś     |        |
| Дат.  | -o -a  |        |
| Лок.  | -i     |        |
| Абл.  | -d     |        |